# Norbert Herzig
Norbert Herzig (* 13. Februar 1945 in Wölfelsdorf, Landkreis Habelschwerdt, Provinz Schlesien) ist ein deutscher Wirtschaftswissenschaftler und ehemaliger Hochschullehrer an der Universität zu Köln.

## Leben
Norbert Herzig wurde als ältestes von insgesamt vier Geschwistern in Wölfelsdorf in der Grafschaft Glatz geboren. Aufgrund der damaligen Umstände siedelte die Familie nach Ostwestfalen um. Nach einer kaufmännischen Lehre studierte er Betriebswirtschaftslehre an den Universitäten in Bochum und Köln und war im Anschluss wissenschaftlicher Mitarbeiter bei Dieter Schneider am Lehrstuhl für Betriebswirtschaftliche Steuerlehre der Universität Bochum. Bereits kurze Zeit später wechselte er an das von Gerd Rose aufgebautete und geleitete Seminar für Allgemeine Betriebswirtschaftslehre und Betriebswirtschaftliche Steuerlehre der Universität zu Köln. Dort wurde er 1975 unter der Betreuung von Gerd Rose mit der Arbeit »Die theoretischen Grundlagen betrieblicher Instandhaltung« zum Dr. rer. pol. promoviert. Bereits nach seiner Promotion begann sich Norbert Herzig auf das Gebiet der Betriebswirtschaftlichen Steuerlehre zu spezialisieren. Er habilitierte sich 1981 an der Universität zu Köln mit der Arbeit »Die Beendigung eines unternehmerischen Engagements als Problem der Steuerplanung«. 1976 legte er das Steuerberater- und 1984 das Wirtschaftsprüferexamen ab. Von 1984 bis 1991 war er Inhaber des Lehrstuhls für Allgemeine Betriebswirtschaftslehre und Betriebswirtschaftliche Steuerlehre an der Universität Aachen. Von 1991 bis 2013 Inhaber des Lehrstuhls für Allgemeine Betriebswirtschaftslehre und Betriebswirtschaftliche Steuerlehre (»Steuerseminar«) an der Universität zu Köln, das bis zu einer Emeritierung zu den renommiertesten universitären Forschungs- und Lehreinrichtungen für Betriebswirtschaftliche Steuerlehre im deutschsprachigen Raum zählte. Seit 2013 ist er als Of Counsel bei Flick Gocke Schaumburg tätig.

## Forschung
Die Forschungsschwerpunkte von Norbert Herzig waren die Bereiche Unternehmensbesteuerung, Umstrukturierung, Bilanzierung, internationale Steuerfragen und EDV-gestützte Steuerplanung. Sein Hauptinteresse lag seit vier Jahrzehnten bei der Entwicklung der deutschen Unternehmensbesteuerung. Das wissenschaftliche Werk von Norbert Herzig umfasst über 240 Aufsätze in wissenschaftlichen Zeitschriften und über 140 Beiträge in Sammelwerken. Herzig wirkte zudem in zahlreichen Herausgeberschaften mit. Das Spektrum der behandelten Themen ist außerordentlich breit. Ein Hauptthema waren die Steuerreformen der letzten Jahrzehnte in Deutschland. Die Diskussion dazu hat er durch wichtige Beiträge bereichert und beeinflusst.

## Auszeichnungen
- 2012 Ehrenpromotion durch die Albert-Ludwigs-Universität Freiburg i. B.
- 2010 Dr. Kausch-Preis, Universität St. Gallen

## Mitgliedschaften und Ämter
- Bis 2013 Mitglied des Steuerausschusses des Instituts der Wirtschaftsprüfer
- Bis 2012 Mitglied des Vorstands der Deutschen Vereinigung für Internationales Steuerrecht
- 2004 bis 2011: Vizepräsident der Schmalenbach-Gesellschaft für Betriebswirtschaft
- 1990 bis 2004: Vorsitzender des Fachinstituts der Steuerberater (danach Ehrenvorsitzender)